# Tractrix

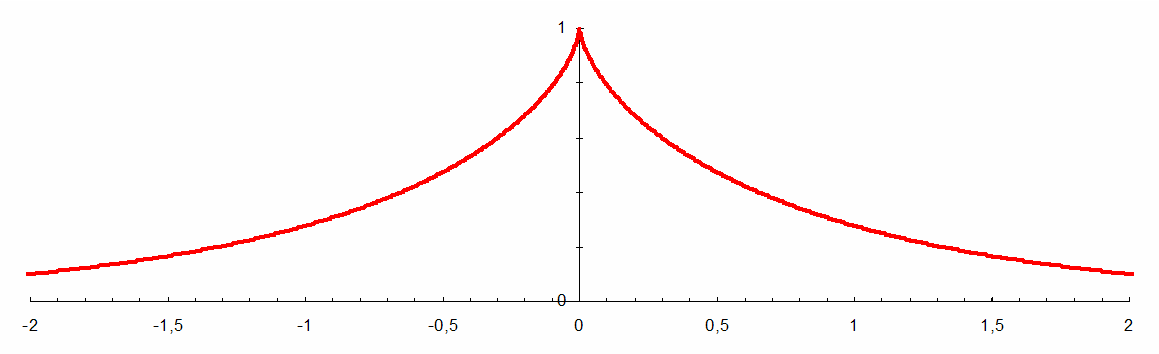
De tractrix

Een tractrix (Latijn: trahere, trekken, slepen) is een vlakke wiskundige kromme die men zich kan voorstellen als de baan van een hond die aan een lijn (met vaste lengte) zijn baasje volgt als deze zich (zeer) langzaam in een rechte lijn beweegt loodrecht op de aanvankelijke richting van de lijn. 

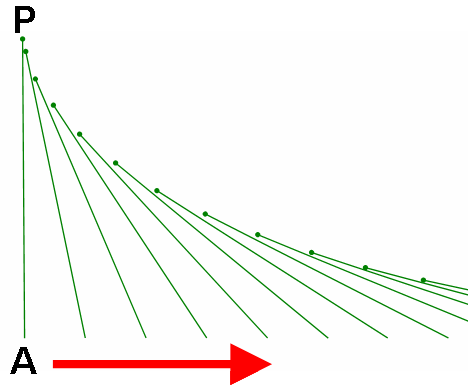
Definitie

De kromme werd in 1670 geïntroduceerd door de Franse wetenschapper Claude Perrault, en is later bestudeerd door Isaac Newton (1676) en Christiaan Huygens (1692).
In de nevenstaande figuur bevindt het baasje (A) zich aanvankelijk in de oorsprong en zit de hond (P) aan een lijn ter lengte AP op de y-as. Het baasje beweegt zich langs de x-as.

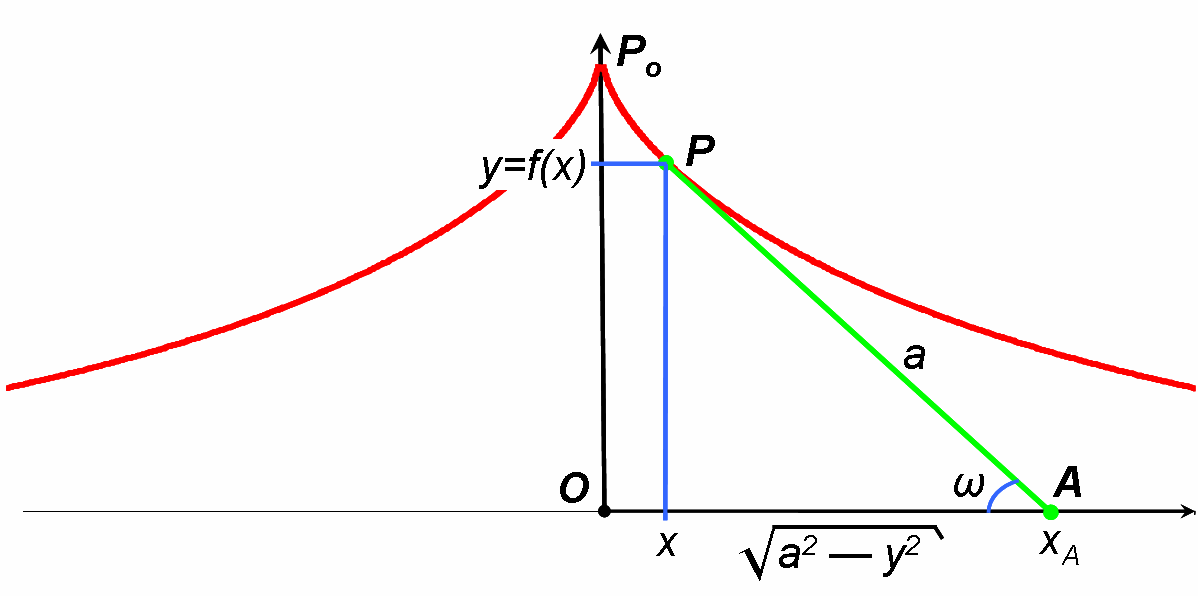
Afleiding

## Vergelijking
De vergelijking van de tractrix met parameter a wordt in geparametriseerde vorm voor reële t gegeven door:
{\displaystyle x(t)=a(t-\tanh(t))\,}
{\displaystyle y(t)={\frac {a}{\cosh(t)}}\,}.
Daarin zijn cosh en tanh respectievelijk de hyperbolische functies cosinushyperbolicus en tangenshyperbolicus.

## Definitie
De tractrix is de kromme die afgelegd wordt door een punt P (de tractrens) verbonden aan een punt A volgens de voorwaarden:
- punt A loopt over een rechte
- de afstand AP is vast
- de rechte AP raakt aan de tractrix

### Afleiding
We kiezen de x-as als de rechte waarop zich A bevindt en noemen a de afstand AP. Dan leveren de genoemde voorwaarden voor de gezochte kromme y = f(x) de differentiaalvergelijking:
{\displaystyle y'=\pm {\frac {y}{\sqrt {a^{2}-y^{2}}}}},
die geschreven kan worden als:
{\displaystyle dx=\pm {\frac {\sqrt {a^{2}-y^{2}}}{y}}\ dy}
Integratie geeft de twee oplossingen:
{\displaystyle x=\pm \left(a\ln \left({\frac {a+{\sqrt {a^{2}-y^{2}}}}{y}}\right)-{\sqrt {a^{2}-y^{2}}}\right)}

## Eigenschappen
- Ze heeft de x-as als asymptoot;
- De afstand van de raaklijn in een willekeurig punt tot zijn snijpunt met de x-as is constant (uit de definitie);
- De booglengte tussen x=p en x=q is {\displaystyle a\ln \left({\frac {p}{q}}\right)}
- De oppervlakte tussen de kromme en de x-as is {\displaystyle \pi a^{2}/2}
- De evolute van deze kromme is de kettinglijn {\displaystyle x=a\cosh {\frac {y}{a}}}.